# Filmfare Award/Kritikerpreis – Beste Darstellerin
Der Filmfare Critics Award for Best Actress wird vom Filmfare-Magazin verliehen und ist eine Preiskategorie der jährlichen Filmfare Awards für Hindi-Filme. Der Kritikerpreis für die beste Darstellerin wurde erstmals im Jahre 1991 vergeben. Bis 1997 gab es einen gemeinsamen Preis für Schauspieler und Schauspielerinnen, seit 1998 gibt es getrennte Kategorien.
Liste der Preisträger und der Filme, für die sie gewonnen haben:
| Jahr | Darstellerin                                           | Film                                    |
| ---- | ------------------------------------------------------ | --------------------------------------- |
| 1991 | siehe Filmfare Award/Kritikerpreis – Bester Darsteller |                                         |
| 1992 | kein Preis                                             |                                         |
| 1993 | Dimple Kapadia                                         | Rudaali                                 |
| 1994 | siehe Filmfare Award/Kritikerpreis – Bester Darsteller |                                         |
| 1995 | Farida Jalal                                           | Mammo                                   |
| 1996 | Manisha Koirala                                        | Bombay                                  |
| 1997 | Manisha Koirala                                        | Khamoshi                                |
| 1998 | Tabu                                                   | Virasat                                 |
| 1999 | Shefali Chhaya                                         | Satya                                   |
| 2000 | Tabu                                                   | Hu Tu Tu                                |
| 2001 | Tabu                                                   | Astitva                                 |
| 2002 | Karisma Kapoor                                         | Zubeidaa                                |
| 2003 | Rani Mukerji und Manisha Koirala                       | Saathiya und The Legend of Bhagat Singh |
| 2004 | Urmila Matondkar                                       | Bhoot                                   |
| 2005 | Kareena Kapoor                                         | Dev                                     |
| 2006 | Rani Mukerji                                           | Black                                   |
| 2007 | Kareena Kapoor                                         | Omkara                                  |
| 2008 | Tabu                                                   | Cheeni Kum                              |
| 2009 | Sahana Goswami                                         | Rock On!                                |
| 2010 | Mahi Gill                                              | Dev.D                                   |
| 2011 | Vidya Balan                                            | Ishqiya                                 |